# Карсес
Карсе́с или Карсэ (фр. Carcès) — коммуна на юго-востоке Франции в регионе Прованс — Альпы — Лазурный берег, департамент Вар, округ Бриньоль, кантон Бриньоль.
Площадь коммуны — 35,76 км², население — 2848 человек (2006) с тенденцией к росту: 3386 человек (2012), плотность населения — 95,0 чел/км².

## Население
Население коммуны в 2011 году составляло — 3360 человек, а в 2012 году — 3386 человек.
| 1962 | 1968 | 1975 | 1982 | 1990 | 1999 | 2004 | 2006 | 2011 | 2012 |
| ---- | ---- | ---- | ---- | ---- | ---- | ---- | ---- | ---- | ---- |
| 1912 | 2026 | 1807 | 2092 | 2270 | 2453 | 2709 | 2848 | 3360 | 3386 |

Динамика населения:

## Экономика
В 2010 году из 1893 человек трудоспособного возраста (от 15 до 64 лет) 1191 были экономически активными, 702 — неактивными (показатель активности 62,9 %, в 1999 году — 64,8 %). Из 1191 активных трудоспособных жителей работали 1015 человек (554 мужчины и 461 женщина), 176 числились безработными (79 мужчин и 97 женщин). Среди 702 трудоспособных неактивных граждан 110 были учениками либо студентами, 366 — пенсионерами, а ещё 226 — были неактивны в силу других причин.
На протяжении 2010 года в коммуне числилось 1495 облагаемых налогом домохозяйств, в которых проживало 3279,0 человек. При этом медиана доходов составила 16 тысяч 742 евро на одного налогоплательщика.